# Giải Video âm nhạc của MTV cho Video Pop xuất sắc nhất
"Giải thưởng Video âm nhạc của MTV cho Video Pop xuất sắc nhất" lần đầu tiên được trao vào năm 1999. Trong năm 2007, MTV đã loại bỏ giải thưởng này, nhưng nó đã được trở lại một năm sau đó. Britney Spears là nghệ sĩ nhận được nhiều chiến thắng và đề cử nhất ở hạng mục này, chiến thắng 3 trong tổng số 7 đề cử. Spears và NSYNC là hai nghệ sĩ duy nhất thắng giải trong hai năm liên tiếp.

## Danh sách chiền thắng và đề cử

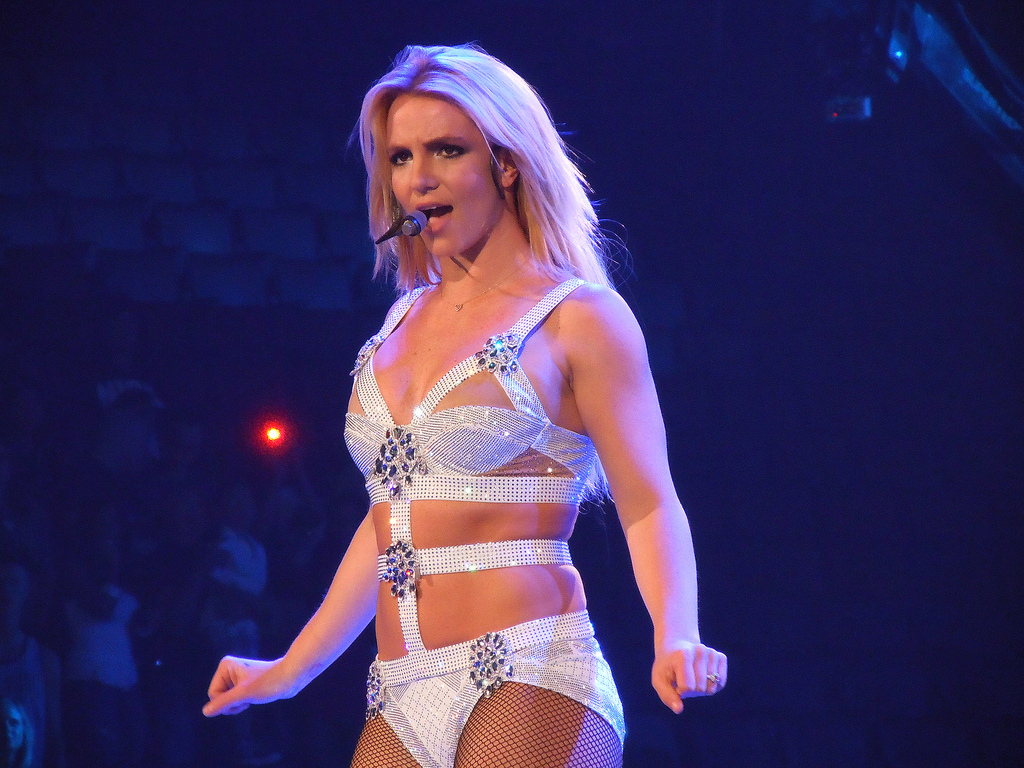
Britney Spears là nghệ sĩ nhận được nhiều đề cử nhất và chiến thắng 3 lần: 2008, 2009 và 2011.

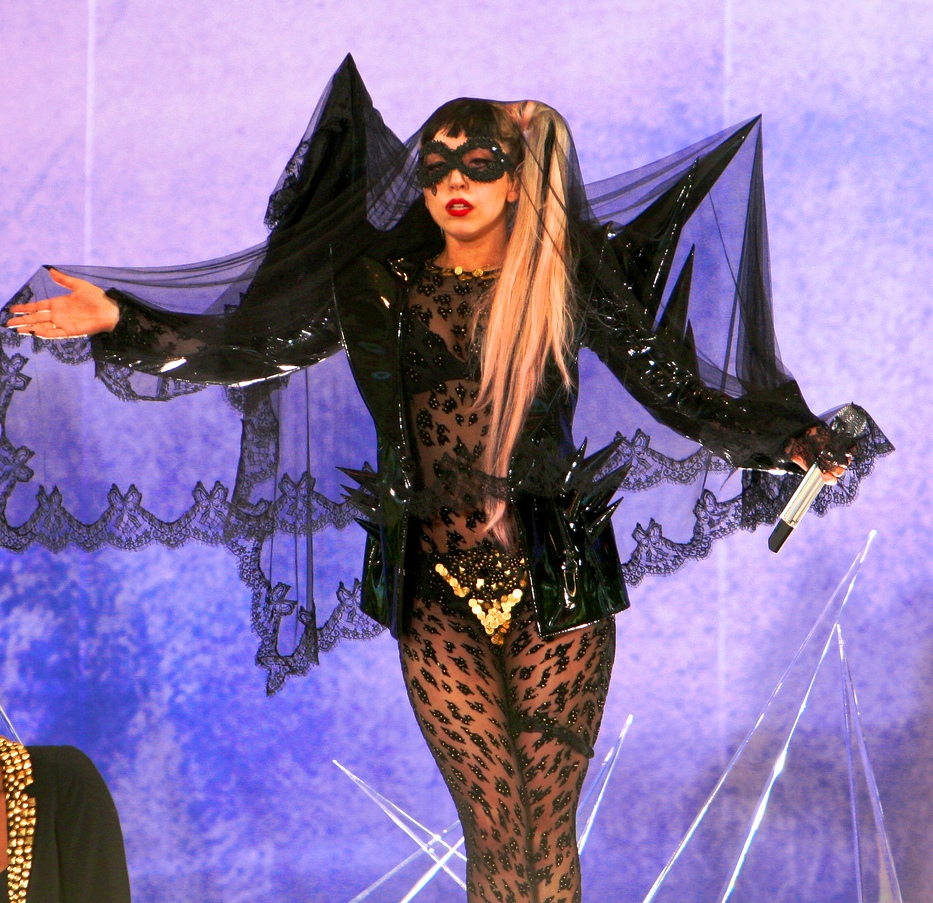
Lady Gaga thắng giải năm 2010 cho video ca nhạc "Bad Romance".

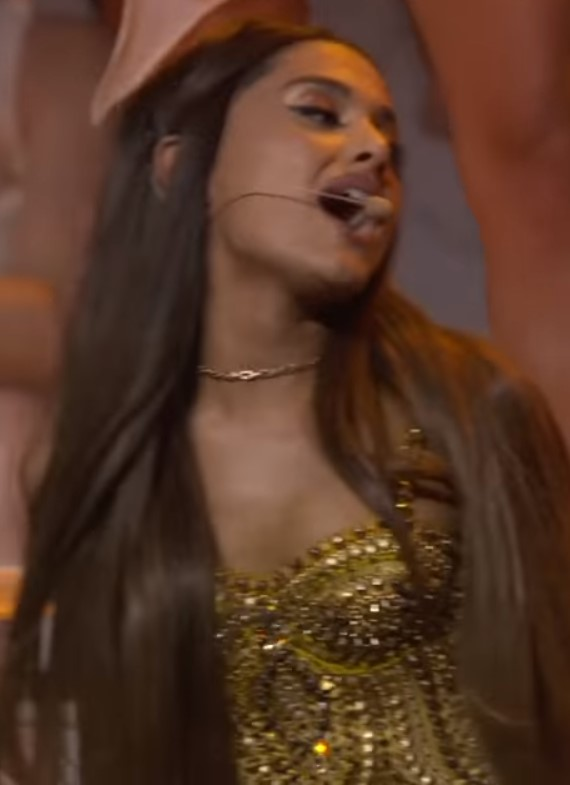
Chiến thắng năm 2014 và 2018, Ariana Grande.

| Năm  | Chiến thắng                                         | Đề cử khác |        |
| ---- | --------------------------------------------------- | --- | ------ |
| 1999 | Ricky Martin — "Livin' la Vida Loca"                | - Britney Spears — "Baby One More Time" | [ 1 ]  |
| 2000 | 'N Sync — "Bye Bye Bye"                             | - Britney Spears — "Oops!...I Did It Again" | [ 2 ]  |
| 2001 | 'N Sync — "Pop"                                     | - Britney Spears — "Stronger" | [ 3 ]  |
| 2002 | No Doubt (hợp tác với Bounty Killer) — "Hey Baby"   | - Shakira — "Whenever, Wherever" | [ 4 ]  |
| 2003 | Justin Timberlake — "Cry Me a River"                | - No Doubt (song ca với Lady Saw) — "Underneath It All" | [ 5 ]  |
| 2004 | No Doubt — "It's My Life"                           | - Britney Spears — "Toxic" | [ 6 ]  |
| 2005 | Kelly Clarkson — "Since U Been Gone"                | - Gwen Stefani — "Hollaback Girl" | [ 7 ]  |
| 2006 | Pink — "Stupid Girls"                               | - Shakira (hợp tác với Wyclef Jean) — "Hips Don't Lie" | [ 8 ]  |
| 2007 | Không trao giải                                     | Không trao giải |        |
| 2008 | Britney Spears — "Piece of Me"                      | - Danity Kane — "Damaged" - Jonas Brothers — "Burnin' Up" - Panic at the Disco — "Nine in the Afternoon"                                                                                         | [ 9 ]  |
| 2009 | Britney Spears — "Womanizer"                        | - Wisin & Yandel — "Abusadora" | [ 10 ] |
| 2010 | Lady Gaga — "Bad Romance"                           | - Katy Perry (song ca với Snoop Dogg) — "California Gurls" | [ 11 ] |
| 2011 | Britney Spears — "Till the World Ends"              | - Pitbull (song ca với Ne-Yo, Nayer và Afrojack) — "Give Me Everything" | [ 12 ] |
| 2012 | One Direction — "What Makes You Beautiful"          | - Rihanna (hợp tác với Calvin Harris) — "We Found Love" | [ 13 ] |
| 2013 | Selena Gomez — "Come & Get It"                      | - Justin Timberlake — "Mirrors" | [ 14 ] |
| 2014 | Ariana Grande (hợp tác với Iggy Azalea) — "Problem" | - Pharrell Williams — "Happy" | [ 15 ] |
| 2015 | Taylor Swift – "Blank Space"                        | - Beyoncé – "7/11" - Maroon 5 – "Sugar" - Mark Ronson (hợp tác với Bruno Mars) – "Uptown Funk" - Ed Sheeran – "Thinking Out Loud"                                                                | [ 16 ] |
| 2016 | Beyoncé – "Formation"                               | - Adele – "Hello" - Justin Bieber – "Sorry" - Alessia Cara – "Wild Things" - Ariana Grande – "Into You"                                                                                          | [ 17 ] |
| 2017 | Fifth Harmony (hợp tác với Gucci Mane) – "Down"     | - Miley Cyrus – "Malibu" - Shawn Mendes – "Treat You Better" - Katy Perry (hợp tác với Skip Marley) – "Chained to the Rhythm" - Ed Sheeran – "Shape of You" - Harry Styles – "Sign of the Times" | [ 18 ] |
| 2018 | Ariana Grande – "No Tears Left to Cry"              | - Camila Cabello (featuring Young Thug) – "Havana" - Demi Lovato – "Sorry Not Sorry" - Shawn Mendes – "In My Blood" - P!nk – "What About Us" - Ed Sheeran – "Perfect"                            | [ 19 ] |

## Kỷ lục/Thống kê
- Nhiều chiến thắng nhất:
  - 1. Britney Spears - 3 lần
  - 2. No Doubt, 'N Sync, Ariana Grande - 2 lần.
- Nhiều đề cử nhất

|               | 1              | 2                                                 | 3                                            |
| ------------- | -------------- | ------------------------------------------------- | -------------------------------------------- |
| Nghệ sĩ       | Britney Spears | Christina Aguilera Beyoncé *NSYNC Bruno Mars P!nk | No Doubt Katy Perry Ariana Grande Ed Sheeran |
| Tổng số đề cử | 7              | 4                                                 | 3                                            |